# Castell de Terçà
El castell de Terçà (o Tersà) és situat prop de la masia de Terçà (o Tersà), sobre el Pla de Campllong.

## Història

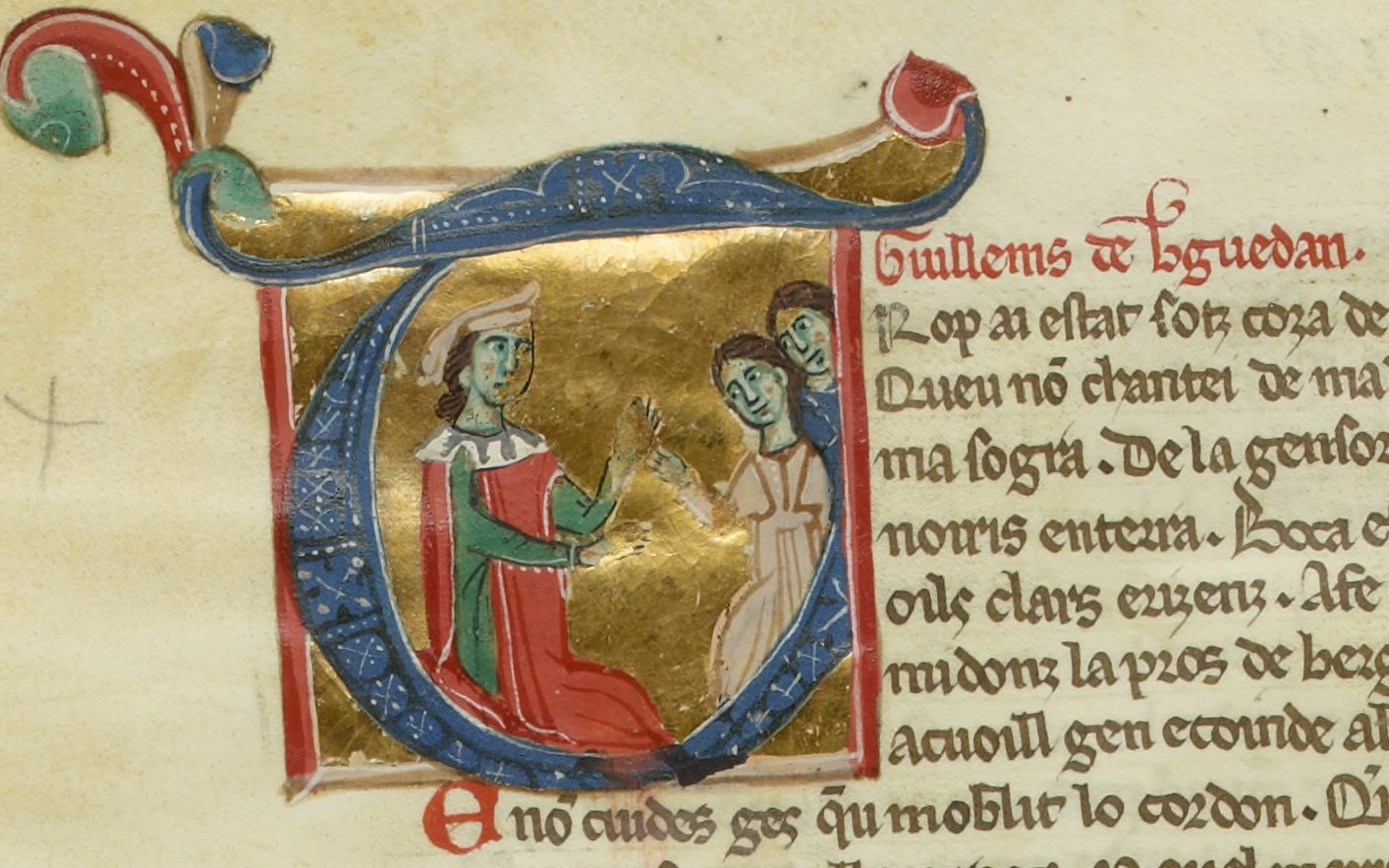
Guillem de Bergueda

Les primeres referències històriques del lloc s'han de relacionar amb el trobador Guillem de Berguedà que, el segle xii, posseïa un mas del mateix nom que, com es pot extreure de la documentació, no estava fortificat. En el seu testament atorgat l'any 1187, va fer donació del mas a Santa Maria de Solsona: «Laudo et autoricho Sancte Marie de Solsona ipsum mansum de Tercha...». No serà fins al 1309 que en la documentació apareix esmentat el castell de Terçà. En un document de permuta de possessions entre la comtessa Sibil·la de Pallars, senyora de Berga i el rei Jaume II. Es llegeix:«...et castrum sive domum de Tersa». Es pot concloure que la fortificació del mas degué ser aixecada el segle xiii.

## Les restes
Les restes, molt minvades pel temps, s'aixequen sobre una punta del cingle que domina l'actual masia de Terçà, Castellar de Riu i el Pla de Campllong. Les restes que ens han pervingut no permeten de veure quina era l'estructura del castell, encara que es pot deduir que era una fortificació modesta. Hi ha una edificació quadrada, d'uns tres metres de costat, feta amb carreus toscs i mal treballats que segurament seria la base d'una torre de defensa. Les pedres de la resta d'edificacions degueren servir per construir la masia moderna.